# 圣地亚哥-德马查卡

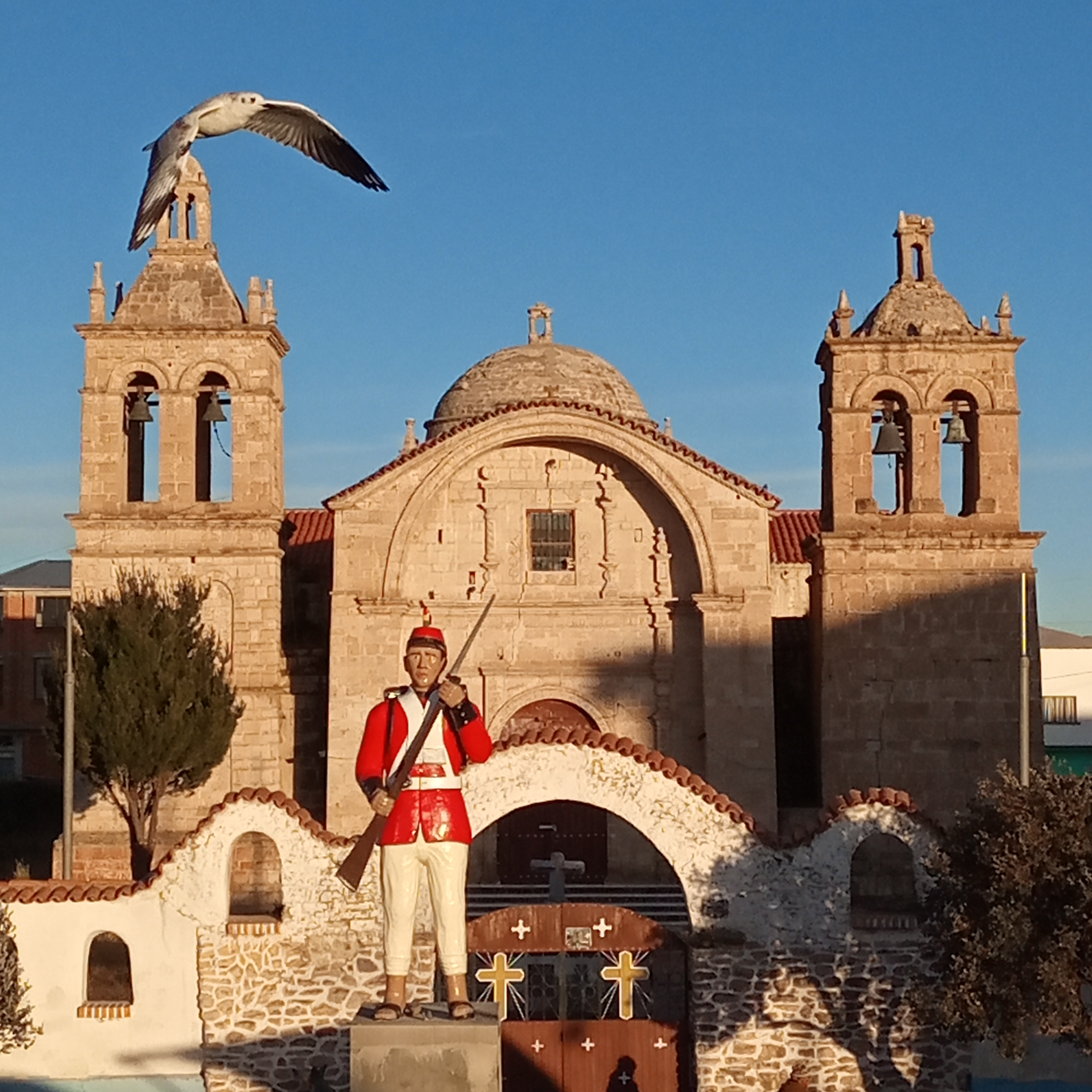
圣殿

17°4′S 69°12′W / 17.067°S 69.200°W
圣地亚哥-德马查卡（西班牙語：Santiago de Machaca），是玻利維亞西部拉巴斯省何塞·曼努埃尔·潘多将军县的市镇及城鎮，为该县的县府所在地。海拔高度3,887米，每年平均降雨量約500毫米。市镇面积为1,255平方公里，2012年人口数量为4,593人。